# Kerékteleki
Kerékteleki é um município da Hungria, situado no condado de Komárom-Esztergom. Tem 29,45 km² de área e sua população em 2015 foi estimada em 689 habitantes.